# Характер кубического вычета
Характер кубического вычета — теоретико-числовая функция двух аргументов, являющаяся частным случаем символа степенного вычета. Также является характером в простом поле.
Характер кубического вычета является аналогом символа Лежандра, и для его вычисления используется кубический закон взаимности, являющийся аналогом квадратичного закона взаимности.

## Определение
Пусть
| {\displaystyle \omega ={\frac {1}{2}}(-1+i{\sqrt {3}})=e^{2\pi i/3}} - |

кубический корень из единицы.
Рассмотрим D=Z[w] — кольцо чисел Эйзенштейна, то есть чисел вида
| {\displaystyle \alpha =a+b\,\omega }, |

где a и b — целые числа.
Пусть {\displaystyle \pi } — простое в кольце D с нормой {\displaystyle N(\pi )}, такое что {\displaystyle N(\pi )\neq 3}. В этом случае  {\displaystyle N(\pi )-1} делится на 3. Определим характер кубического вычета следующим образом:
- {\displaystyle \left({\frac {\alpha }{\pi }}\right)_{3}=0}, если {\displaystyle \alpha } делится на {\displaystyle \pi }.
- {\displaystyle \left({\frac {\alpha }{\pi }}\right)_{3}=\alpha ^{(N(\pi )-1)/3}\mod \pi } иначе.

Заметим, что при {\displaystyle \pi }, не делящем {\displaystyle \alpha } , значение характера кубического вычета принимает одно из трёх значений: {\displaystyle \{1,\ \omega ,\ \omega ^{2}\}}.

## Кубический закон взаимности
Назовём {\displaystyle \pi } примарным, если оно является простым в D и сравнимо с 2 по модулю 3. Пусть {\displaystyle \pi } и {\displaystyle \theta } — примарные, тогда
| {\displaystyle \left({\frac {\pi }{\theta }}\right)_{3}=\left({\frac {\theta }{\pi }}\right)_{3}} |

## Другие свойства характера кубического вычета
- {\displaystyle \left({\frac {\alpha }{\pi }}\right)_{3}=1} тогда и только тогда, когда сравнение {\displaystyle x^{3}\equiv \alpha \mod {\pi }} разрешимо в Z[ω], то есть тогда и только тогда, когда {\displaystyle \alpha } — кубический вычет
- Мультипликативность: {\displaystyle \left({\frac {\alpha \beta }{\pi }}\right)_{3}=\left({\frac {\alpha }{\pi }}\right)_{3}\cdot \left({\frac {\beta }{\pi }}\right)_{3}}
- Периодичность: если {\displaystyle \alpha \equiv \beta \mod {\pi }}, то {\displaystyle \left({\frac {\alpha }{\pi }}\right)_{3}=\left({\frac {\beta }{\pi }}\right)_{3}}
- Если {\displaystyle \pi =-1+3(m+n\omega )} — примарное, то

- {\displaystyle \left({\frac {\omega }{\pi }}\right)_{3}=\omega ^{m+n}}
- {\displaystyle \left({\frac {1-\omega }{\pi }}\right)_{3}=\omega ^{2m}}

## Список литературы
- Айерлэнд К., Роузен М. Классическое введение в современную теорию чисел. — Москва: Мир, 1987.

- Franz Lemmermeyer. Reciprocity laws: From Euler to Eisenstein. — Springer Verlag, 2000. — ISBN 3-540-66957-4.